# Trance (muziek)
Trance (Engelse uitspraak: /tɹɑːns/ (Brits) of /tɹæns/ (Amerikaans)) is een ondersoort van dance waarin de nadruk op de melodie en de euforische sfeer ligt. Een tranceplaat begint vaak met een eentonige beat, en na verloop van tijd komt er steeds meer percussie en melodie bij. In het midden van de plaat is vaak een break, die toewerkt naar een climax. Het aantal beats per minuut ligt vaak tussen de 125 en 150. De melodie wordt net als bij andere dancesoorten vaak herhaald, maar het stuk dat herhaald wordt is meestal langer (meestal 32 of 64 beats) dan bij andere dancesoorten. In een tranceplaat zou de luisteraar het gevoel krijgen alsof hij 'in trance' is, vandaar de naam.
Trance was vooral populair in de tweede helft van de jaren 90 en de eerste helft van de jaren 2000.

## Geschiedenis
Trance ontstond begin jaren 90 nadat dj's steeds vaker house met synthesizer- en newagemuziek waren gaan combineren. De eerste tranceplaat dateert van 1989 en is "Time's Up (Remix)" van Age of Chance. In datzelfde jaar maakte Age of Love het gelijknamige nummer dat pas 1990 werd uitgebracht. In 1990 waren nummers als "Higher in the Sky" van Mackenzie en "We came in peace" van Dance 2 Trance relevant. De remix van "Age of Love" door Jam & Spoon (1992) zette de trance in een stroomversnelling. Aanvankelijk werd trance nog duidelijk beïnvloed door rave en techno, waaruit uiteindelijk de hardtrance is ontstaan. Later kwamen meer toegankelijke en populaire tranceplaten uit. Een daarvan die bij het grote publiek doorbrak, was Power of American Natives van Dance 2 Trance, die in 1993 op nummer 2 stond in de Nederlandse top 40. Maar rond deze tijd werd trance nog niet gezien als een aparte stroming binnen de dance. Vooral de Frankfurter scene oefende een grote invloed uit, met trendsettende labels als Eye Q, MFS, Planet Love en Le Petit Prince. Bekende Duitse producers van die tijd waren DJ Dag, Jam El Mar, Mark Spoon, Sven Väth, Pete Namlook, Talla 2XLC, Ralf Hildenbeutel, Pascal F.E.O.S. en Cosmic Baby. Ook in het Verenigd Koninkrijk stonden enkele producers op zoals Salt Tank en Art of Trance.
Rond 1994 kwamen er vanuit house en techno een aantal nieuwe stromingen, waaronder trance, maar deze stroming werd in Nederland bij het grote publiek overschaduwd door Mellow en (happy) Hardcore. Na de happy hardcore-hype midden jaren 90 in Nederland, België en Duitsland trok ook de langzamere trance de belangstelling van het grote publiek door hits als Robert Miles - Children, BBE - Seven Days & One Week, en Energy 52 - Café Del Mar. Maar trance werd pas echt enorm populair toen het genre in 1999 een gezicht kreeg in de vorm van bekende dj's als Tiësto, Paul van Dyk, Armin van Buuren en Ferry Corsten. Ook werden er steeds vaker festivals met tienduizenden bezoekers georganiseerd die trance op het programma hadden staan. 1999 wordt door liefhebbers ook wel "the year of trance" genoemd.
Na 2000 verspreidde de muziekstroming zich snel. Het genre breidde zich vanuit Nederland, Duitsland, België en Groot-Brittannië uit naar de rest van Europa. Met name in Scandinavië sloeg het genre erg aan. In de loop van de jaren 2000 kreeg de trance voet aan grond in Oost-Europa en Zuid-Europa. In de toonaangevende dj-top-100 van het Engelse DJ Magazine domineerden in deze jaren ook trance-dj's de top 10. Naarmate het eerste decennium van deze eeuw eindigde en de dancescene verder globaliseerde, namen een aantal oude en nieuwe populaire stromingen binnen de dance het roer langzaam over. Dit neemt niet weg dat trance nog steeds een van de grootste stromingen binnen de elektronische muziek is, met een zeer toegewijde en wereldwijde aanhang.
De huidige trance bevat nog wel de basiselementen die het had begin jaren 90, maar heeft wel een ontwikkeling doorgemaakt. De trance van nu is toegankelijker, eenvoudiger, bevat meer vocalen en de platen zijn meer op elkaar gaan lijken. Zoals bij elk genre dat populair wordt onder het grote publiek, is er vanuit de vooruitstrevende geluiden in de beginperiode een standaard ontstaan. De toonaangevende dj's als Tiësto, Armin van Buuren en Paul van Dyk bepalen gezamenlijk de trend, waar vrijwel alle nieuwe artiesten zich aan conformeren. Een aantal tranceproducenten van het eerste uur (zoals Sven Väth en Oliver Lieb) keerden zich af van de commerciële trance en sloegen hun eigen weg in.

## Subgenres van de trance
- Progressive trance
- Vocal trance
- Techtrance
- Hardtrance
- Psychedelic trance (of psytrance)
- Progressive psytrance
- Goa trance
- Uplifting trance

## Bekende tranceproducenten en dj's
- Above & Beyond (Groot-Brittannië)
- Airbase (Zweden)
- Armin van Buuren (Nederland)
- Art of Trance (Groot-Brittannië)
- Barthezz, alias Bart Claessen (Nederland)
- BT (Verenigde Staten)
- Cosmic Gate (Duitsland)
- Cor Fijneman (Nederland)
- Chicane (Groot-Brittannië)
- Cygnus X (Duitsland)
- Dash Berlin (Nederland)
- Dag Lerner (Duitsland)
- DuMonde, alias JamX & De Leon (Duitsland)
- Ferry Corsten, alias System F (Nederland)
- Fred Baker (België)
- Future Breeze (Duitsland)
- Gabriel & Dresden (VS)
- Gareth Emery (Groot-Brittannië)
- Hemstock & Jennings (Groot-Brittannië)
- Infected Mushroom (Israël)
- Jam & Spoon, alias Tokyo Ghetto Pussy & Storm (Duitsland)
- Johan Gielen (België)
- Ralf Hildenbeutel (Duitsland)
- Jonas Steur, alias Estuera (België)
- Judge Jules (Groot-Brittannië)
- Kai Tracid (Duitsland)
- Laurent Véronnez, alias Airwave/Fire&Ice (België)
- Marcel Woods (Nederland)
- Mark Norman (Nederland)
- Markus Schulz (Duitsland)
- Mat Zo (Engeland)
- Matt Darey (Engeland)
- Menno de Jong (Nederland)
- Michael Woods (Engeland)
- Niels van Gogh (Duitsland)
- Oliver Lieb, alias L.S.G. (Duitsland)
- Paul Oakenfold (Groot-Brittannië)
- Paul van Dyk (Duitsland)
- Caspar Pound (Groot-Brittannië)
- Rank 1 (Nederland)
- Randy Katana (Nederland)
- Resistance D (Duitsland)
- Richard Durand (Nederland)
- Roger Shah, alias DJ Shah/Sunlounger (Duitsland)
- Ron van den Beuken (Nederland)
- Salt Tank (Groot-Brittannië)
- Sander van Doorn (Nederland)
- Signum (Nederland)
- The Space Brothers (Groot-Brittannië)
- Steffen Britzke, alias B-Zet (Duitsland)
- Three Drives (Nederland)
- The Thrillseekers (Groot-Brittannië)
- Tiësto (Nederland)
- Virtual Zone (België)
- W&W (Nederland)